# 杻田站 (咸镜南道)
杻田站（韓語：축전역）是朝鮮民主主義人民共和國咸鏡南道水洞郡杻田里的一個鐵路車站，属于平罗线。

## 邻近车站
平罗线
八興站 - 杻田站 - 弥屯站